# 巴拉克真鮡
巴拉克真鮡，為輻鰭魚綱鯰形目鮡科的其中一種，為熱帶淡水魚類，被IUCN列為易危保育類動物，分布於亞洲印度曼尼普爾邦淡水流域，棲息在底層水域，生活習性不明。

## 扩展阅读
維基物種上的相關：巴拉克真鮡